# Камаре-сюр-Эг
Камаре-сюр-Эг (фр. Camaret-sur-Aigues) — коммуна во французском департаменте Воклюз региона Прованс — Альпы — Лазурный Берег. Относится к кантону Оранж-Эст. 

## Географическое положение

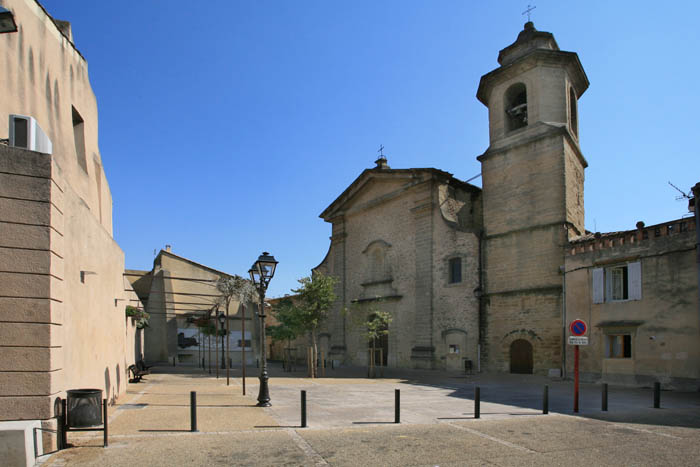
Церковь Сент-Андеоль в Камаре-сюр-Эг (XVI век).

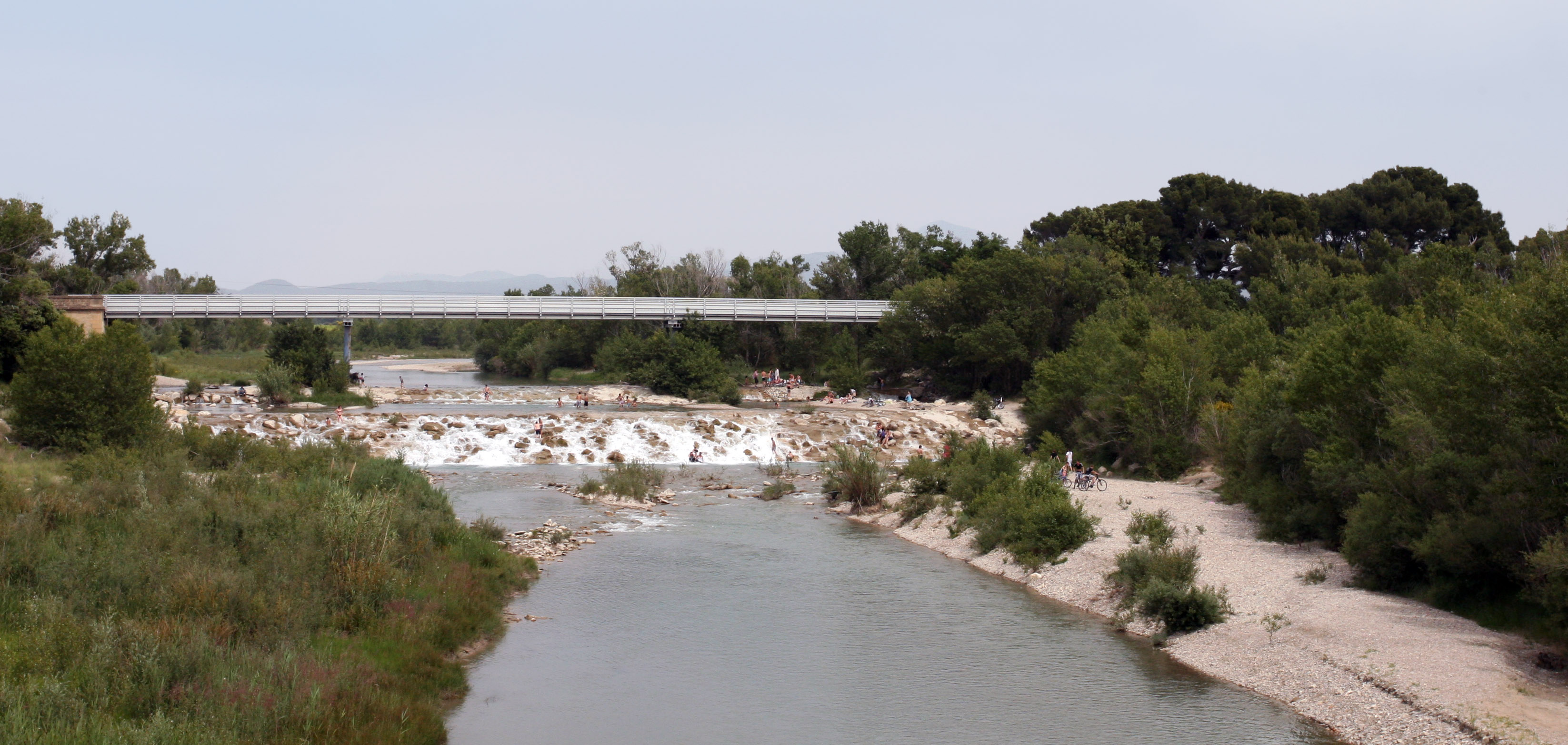
Эг в Камаре-сюр-Эг.

Камаре-сюр-Эг расположен в 25 км к северу от Авиньона и в 6,5 км к северо-востоку от Оранжа. Соседние коммуны: Травайян на северо-востоке, Вьоле на востоке, Оранж на юго-западе, Сериньян-дю-Конта на северо-западе.

### Гидрография
Коммуна стоит на реке Эг. Кроме этого её пересекают многочисленные каналы (канал Карпантра и мельничный канал) и ручьи (Мэр-де-Мурелетт, Рафаэли, Ансьон и др.). По территории коммуны протекает Сей.

## Демография
Население коммуны на 2010 год составляло 4518 человек.
| 1962 | 1968 | 1975 | 1982 | 1990 | 1999 | 2010 |
| ---- | ---- | ---- | ---- | ---- | ---- | ---- |
| 1794 | 1955 | 2255 | 2468 | 3121 | 3561 | 4518 |

## Города-побратимы
- Травако-Сиккомарио, Италия

## Достопримечательности
- Церковь Сент-Андеоль, XVI век.
- Часовня Сен-Кёр-де-Мари, расположенная у городского кладбища.
- Часовня Сент-Андеоль, расположена за мэрией.
- Бывшие ворота Ле-Равлен.
- Сарацинская башня, XIII век.

## Галерея

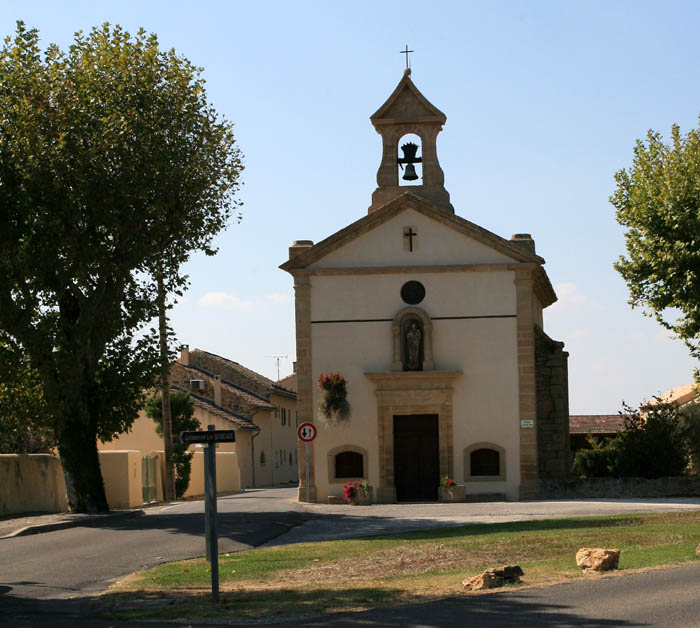
Часовня Сен-Кёр-де-Мари
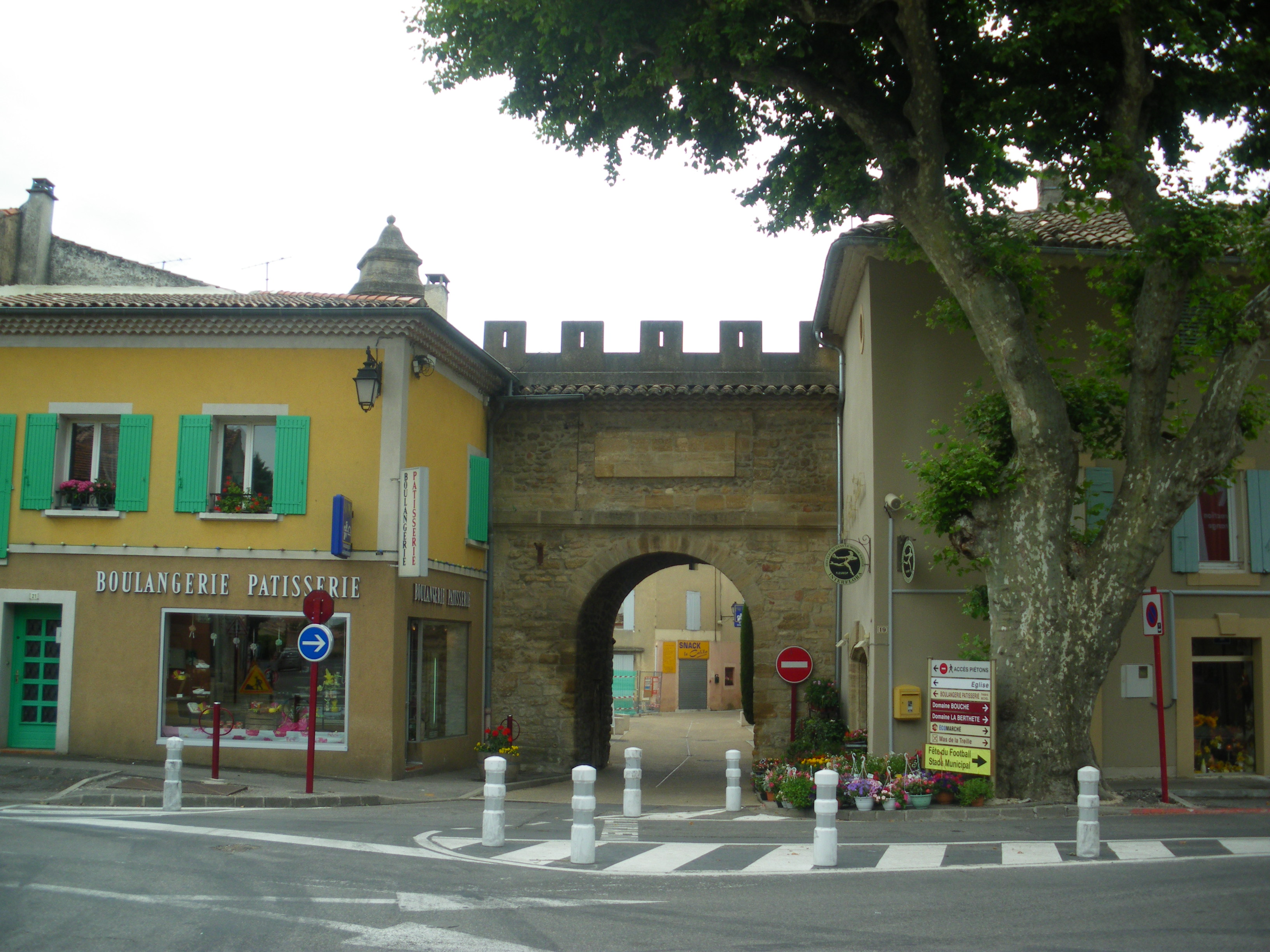
Ворота старого города
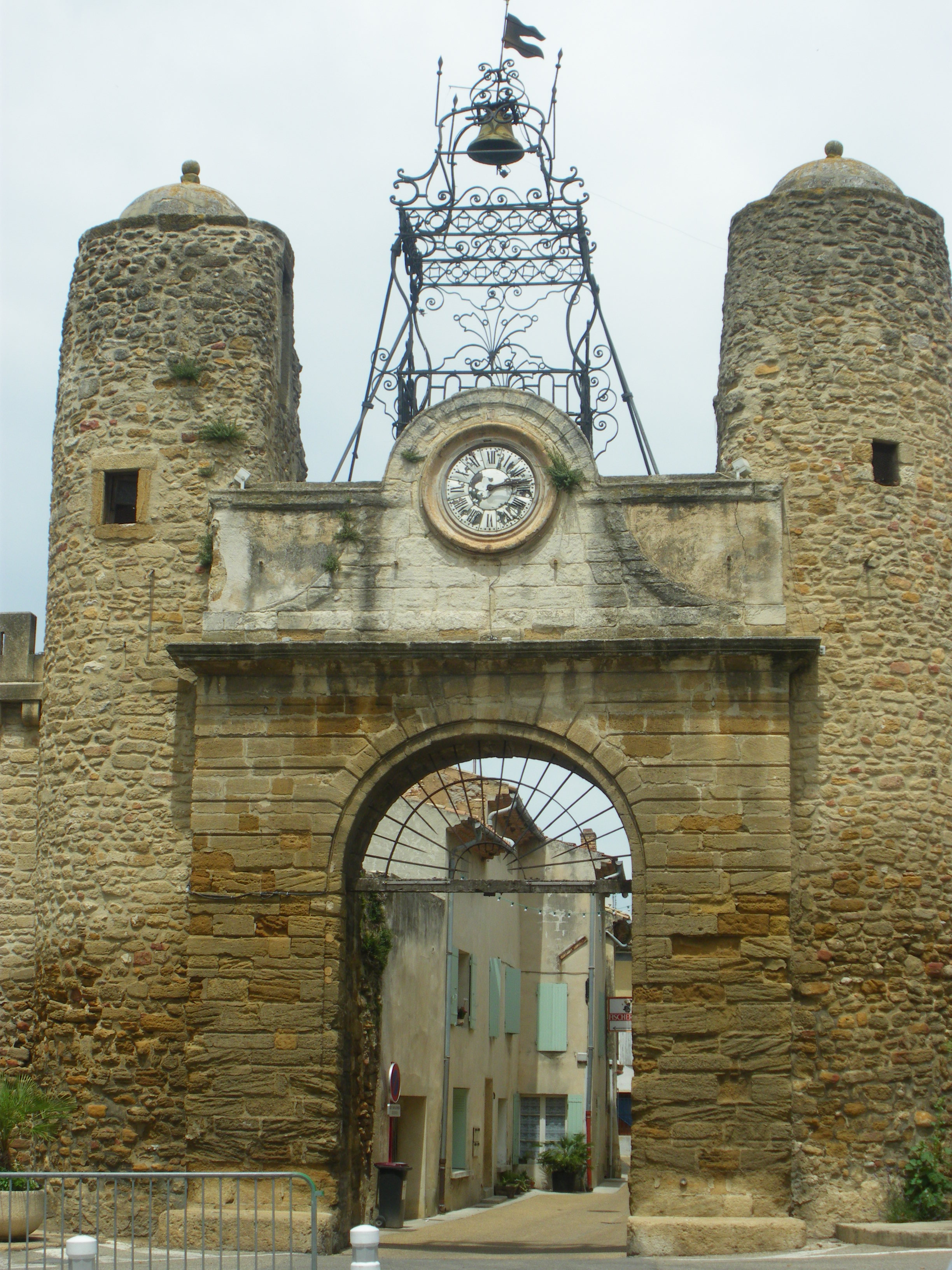
Бывшие ворота Ле-Равлен
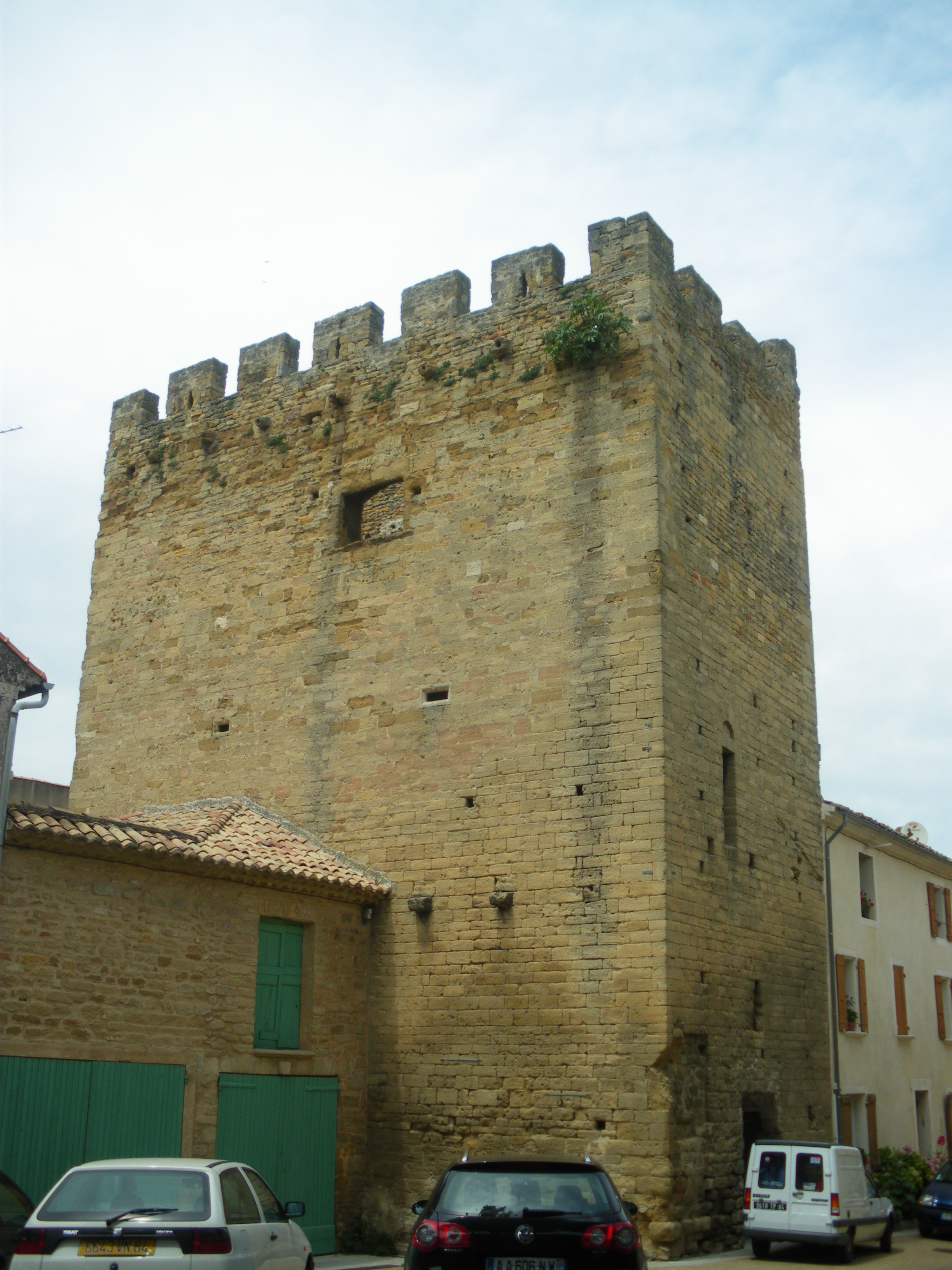
Сарацинская башня
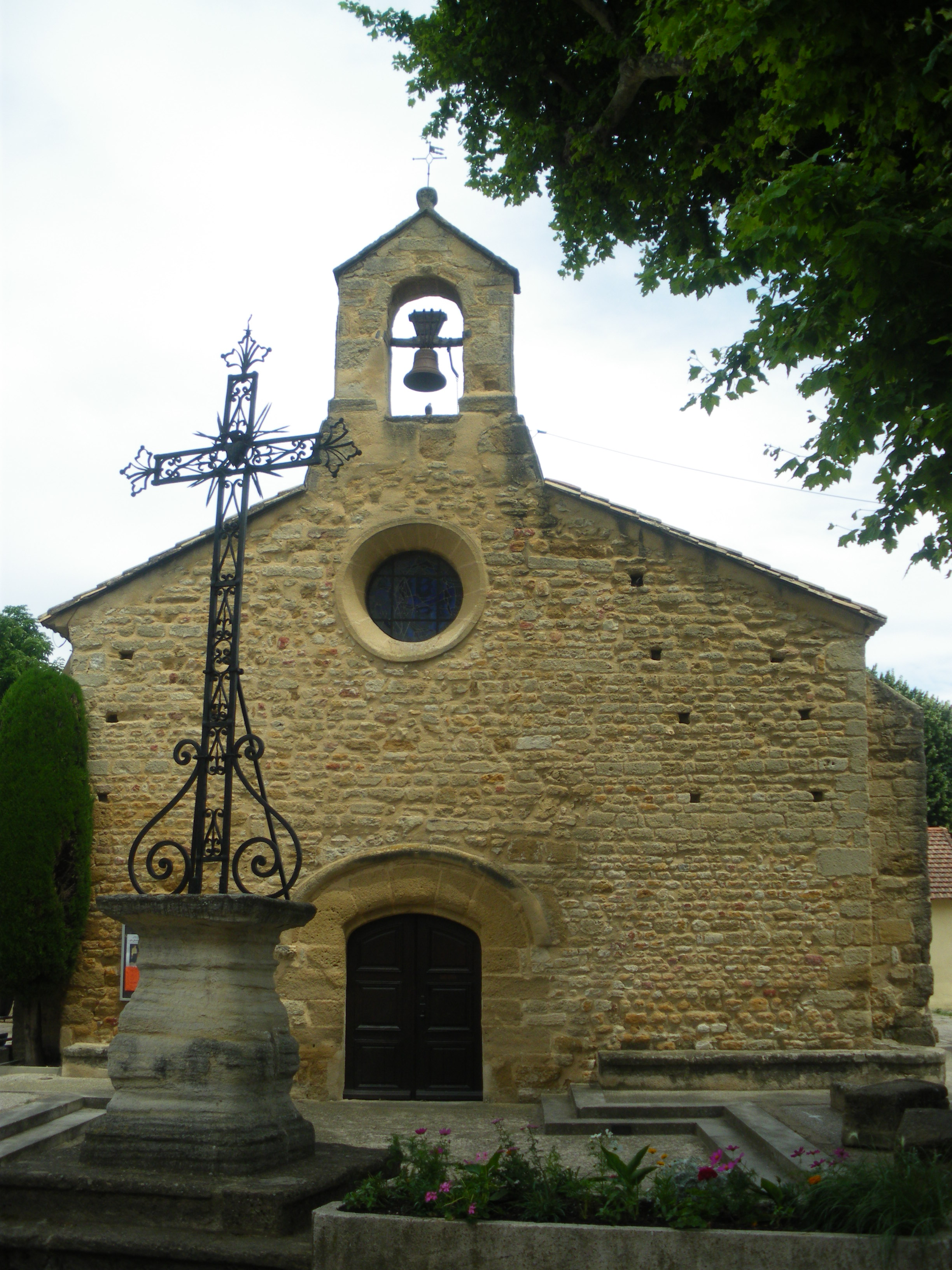
Часовня Сент-Андеоль